# さよなら子供たち
『さよなら子供たち』（さよならこどもたち、仏：Au revoir les enfants）は、1987年制作のフランス映画。脚本・製作・監督を務めたルイ・マルの自伝的作品。1987年のヴェネツィア国際映画祭で金獅子賞を受賞。1988年のセザール賞では作品賞・監督賞を含む7部門で受賞し、アカデミー賞（第60回）の脚本賞と外国語映画賞にノミネートされた。

## あらすじ
フランスがナチス・ドイツの占領下にあった1944年、クリスマス休暇を終えたジュリアン・カンタンはカトリックの寄宿学校に戻ってくる。そこへ校長のジャン神父が3人の転校生を連れてくる。そのうちの一人ジャン・ボネはジュリアンのクラスに編入される。自分以上に優秀なボネにジュリアンは興味を抱くが、ある日ボネが偽名を使い学校にかくまわれているユダヤ人であることを知る。
ジュリアンはボネがユダヤ人であると確信しますが、ユダヤ人がなぜ迫害されているのかわからない。上級生に訊いてみるがキリストを処刑した人たちだから、と物語を語るようなジュリアンには腑に落ちない答えしか得られなかった（ジュリアンにとってキリストを処刑したのはローマ人だった）。
フランス国内の複雑な屈折した状況はひとつのエピソードで大きく語られる。母親が寄宿学校へ訪ねてきてレストランに連れられて行ったときのこと。ふらりと店に入ってきたふたりのフランス民兵団の検閲に出会う。フランス民兵団は親ナチのフランス人の組織です。かれらはひとりの老紳士に目をつけ身分証を確認しユダヤ人は店から出ていけと命令する。店主は昔からの客だと抵抗する。店にいっしょに来ていたジュリアンの兄が民兵団を「非国民」と罵ると他の客たちも同調し、店内は騒然するが、ほかのテーブルについていたドイツの軍人が立ち上がり民兵団を追い払う。
わかったことをいう大人たちはジュリアンには不可解である。ユダヤ人を教会にかくまう校長は厨房を手伝っていた少年を、闇市を開いていた、金に魂を売り、自由を脅かすものだと追いだしてしまう。その少年も貧困により差別される側の人であったのにもかかわらず。
ある日、授業中にゲシュタポがあらわれ、ボネを連れていく。学校も閉鎖だと言いわたす。保健室に隠れていたほかのユダヤ人の少年は看護していた尼僧に告げられ連れて行かれる。ゲシュタポに密告したのはあの厨房を手伝っていた少年だった。
生徒たちは全員並ばされ、幾人かが兵士に名前を読みあげられ前に出される。そのあいだを校長と３人の少年が連れられていく。生徒たちはさよならを告げる。校長もさよなら子供たちと応える。

## キャスト
- ジュリアン・カンタン：ガスパール・マネッス (en)
- ジャン・ボネ：ラファエル・フェジト (en)
- ジュリアンの母：フランシーヌ・ラセット (en)
- フランソワ・カンタン（ジュリアンの兄）：スタニスラス・カレ・ド・マルベール (fr)
- ジャン神父：フィリップ・モリエ＝ジュヌー (en)
- ミシェル神父：フランソワ・ベルレアン
- ジョゼフ：フランソワ・ネグレ (fr)
- ダヴェンヌ（ピアノ教師）：イレーヌ・ジャコブ

## 受賞歴
- 1987年（第44回）ヴェネツィア国際映画祭：金獅子賞[1]
- 1988年（第13回）セザール賞：作品賞、監督賞、脚本賞、撮影賞、録音賞、編集賞、美術賞[1]
- 1987年 ルイ・デリュック賞[1]

## 評価
Rotten Tomatoesによれば、批評家レビュー37件、批評家支持率97%、一般支持率93%(評価数10,000)、一般平均点は5点満点で4.3点となっている(2025-7)。